# Oblast de Zaporíjia
Zaporíjia ou Zaporizhzhia (em ucraniano: Запоріжжя, transl. Zaporijjia) é uma região (oblast) da Ucrânia, sua capital é a cidade de Zaporíjia.
O oblast de Zaporíjia é uma parte importante da indústria e agricultura da Ucrânia. A maior parte deste oblast está sob ocupação militar russa durante a invasão russa da Ucrânia em 2022, incluindo toda a costa, embora a capital esteja sob controle ucraniano.